# Bezanson (Alberta)
Pour les articles homonymes, voir Bezanson.
Bezanson est un hameau (hamlet) du Comté de Grande Prairie No 1, situé dans la province canadienne d'Alberta.

## Démographie
En tant que localité désignée dans le recensement de 2011, Bezanson a une population de 121 habitants dans 57 de ses 62 logements, soit une variation de -11.7% avec la population de 2006. Avec une superficie de 1,169 3 km2, le hameau possède une densité de population de 103,480 7 hab/km2 en 2011.
Concernant le recensement de 2006, Bezanson abritait 137 habitants dans 60 de ses 63 logements. Avec une superficie de 1,169 3 km2, le hameau possédait une densité de population de 117,2 hab/km2 en 2006.